# Alcaldes de Isla Cristina
Los alcaldes-presidentes que desde su aprobación como pedanía de La Redondela en 1800, y posteriormente como municipio independiente desde 1833, ha tenido la La Higuerita-Real Isla de la Higuerita-Isla Cristina son los siguientes (ordenados cronológicamente de arriba abajo y de izquierda a derecha, desde el 1 de enero de 1833 hasta la legislatura que se inició en 2019):
| - D. Antonio Roselló - D. Juan Martín Falí - D. Manuel Cabot Roselló - D. Lorenzo Elías - D. José Milá Grao - D. Pedro Feu - D. José Soler y Rovira - D. Cristóbal Romeu Casanyes - D. Diego Pérez Pascual - D. Francisco Zarandieta de la Somera - D. Andrés Virella - D. Luciano Vázquez Zarandieta - D. José Mirabent Pascual - D. José Álvarez Cordero - D. José Ferrera Martín-Hidalgo - D. Ildefonso Prieto y Duque | - D. Lorenzo Pascual Grao - D. Serafín Zarandieta Casanova - D. Enrique Romeu Portas - D. Diego Pérez Milá - D. José Milá Pinell - D. Diego Zarandieta Roselló - D. José Antonio Zarandieta Roselló - D. Juan Zamorano Columé - D. Serafín Zarandieta Romeu - D. Román Pérez Romeu - D. Emiliano Cabot Alfonso - D. Braulio Flores Obiol - D. Toribio Lázaro Tuset - D. José Soler y Barcia - D. Manuel García Deleyto - D. Antonio Noya Beltrán | - D. Enrique Martín López - D. Manuel Rodríguez Gómez - D. Claudio Columé Rodríguez - D. Adrián Prieto Pinillas - D. Juan Bautista Hernández Rubio - D. Julio Saullo Vietes - D. Juan Mirabent Gutiérrez - D. Emiliano Cabot del Castillo - D. Héctor Castillo Figueroa - D. Enrique Nárdiz Girón - D. Gonzalo Carrasco Nieves - D. Juan Hormigo Bellido - Dª. María Luísa Faneca López - D. Franciso Zamudio Medero - Dª. María Luísa Faneca López - Dª. Antonia Grao Faneca | - Dª. Montserrat Márquez Cristóbal - D. Jenaro Orta Pérez |